# Cork (stad)
Cork (Iers: Corcaigh) is de op een na grootste stad in de Republiek Ierland, met een inwoneraantal van 190.384 (2006). Het is ook de hoofdstad van het gelijknamige graafschap en ligt in de provincie Munster, vrijwel aan de zuidkust van het eiland.
Door Cork stroomt de rivier de Lee en het grootste gedeelte van de stad ligt op een eiland in de monding van deze rivier, voordat deze in Lough Mahon en daarna in de haven van Cork stroomt. De haven is een van de grootste natuurlijke havens ter wereld. De stad is een belangrijke Ierse zeehaven en beschikt voorts over een internationale luchthaven.
De naam Cork is afgeleid van het Ierse woord corcaigh dat moerassige plaats betekent, en verwijst naar de ligging aan de rivier. Cork heeft een reputatie voor onafhankelijkheid vanaf de tijd van de invallen door de Vikingen tot de Ierse oorlog voor onafhankelijkheid, en heeft de bijnaam Rebel Cork. De stad is zetel van het rooms-katholieke bisdom Cork en Ross.

## Geschiedenis
Cork is een oude stad, met stadsrechten die teruggaan tot de dertiende eeuw. Er zijn bewijzen voor een klooster gesticht door Sint Finbar uit 1172. De stad is door de eeuwen heen telkens opnieuw opgebouwd na aanvallen van o.a. Vikingen en Noormannen. Tijdens de Ierse oorlog voor onafhankelijkheid in 1920 werd de stad grotendeels verwoest door een brand die werd gesticht door het Britse leger, The Burning of Cork, en tijdens de korte Ierse Burgeroorlog daarna was de stad voor een tijd bezet door Republikeinse troepen.

## Cultuur

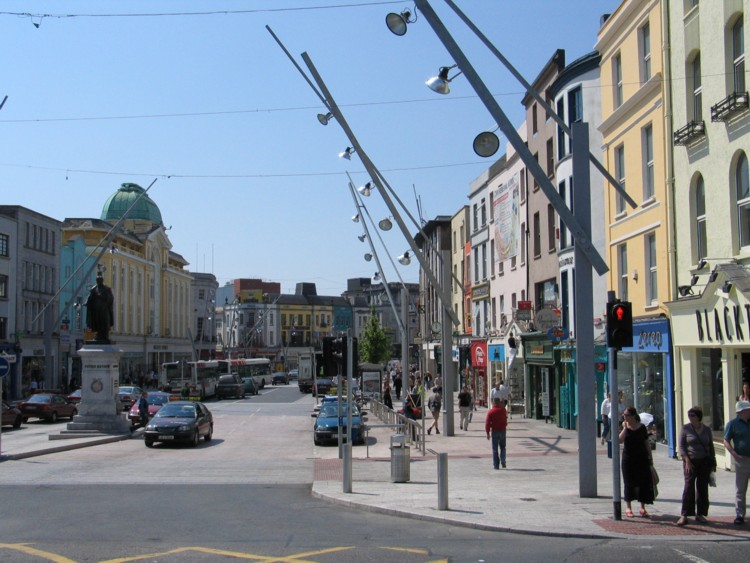
St. Patrick's Street

De stad heeft twee grote kathedralen: St. Mary's Cathedral de kathedraal van het bisdom van de Church of Ireland en Saint Fin Barre's Cathedral die zetel is van het rooms-katholieke bisdom Cork en Ross. Het moderne Cork Opera House is een van de weinige in zijn soort in Ierland. Het centrum van de stad kan zich qua architectuur meten met Dublin en Belfast. De bekendste bezienswaardigheid van de stad is de Sint-Annakerk in de wijk Shandon, net buiten het Stadseiland Cork waar de binnenstad op gelegen is.
De hoofd- en winkelstraat St. Patrick's Street heeft een grote opknapbeurt gehad die in 2004 werd afgerond. Grand Parade, een andere straat in het centrum, is een brede straat met bomen en verbindt Patrick Street met South Mall. South Mall ligt aan de andere kant van het eiland midden in de Lee, dat het centrum vormt. Aan deze straat zijn veel financiële instellingen en kantoren gevestigd. De stad had ooit een stadsmuur en een netwerk van grachten, maar daar zijn alleen nog delen van over.
Het uitgaansleven bevindt zich voornamelijk in het centrum van de stad, op en nabij Oliver Plunkett Street, waar vele pubs en restaurants te vinden zijn.
De bekendste jaarlijkse culturele evenementen zijn het Cork Jazz Festival, Cork Film Festival en Live at the Marquee.
Cork was in 2005 de culturele hoofdstad van Europa. In 2009 kreeg Cork een eervolle vermelding in de Lonely Planet's top 10 "Best in Travel 2010".

## Vervoer
De stad Cork was eens een stad met veel spoorverkeer. Er waren op een gegeven moment acht stations. In 2022 is daar niet veel meer van over: Het Kent station is het enige station en ligt aan de rand van het centrum, vanwaar elk uur een intercitytrein richting Dublin gaat. Ook zijn er lokale treinen naar Cobh, een plaats die verder zuidoostwaarts aan de kust ligt, en naar Midleton en Mallow. Van 1898 tot en met september 1931 had de stad een eigen tramsysteem maar sindsdien uitsluitend busdiensten.
De internationale luchthaven Cork Airport is de tweede luchthaven van de Republiek en verwerkte in 2010 circa 2,43 miljoen reizigers.

## Sport
Cork City FC is momenteel de belangrijkste voetbalclub van Cork en speelt haar wedstrijden in stadion Turners Cross. In een verder verleden werden Cork United FC, Cork Hibernians FC en Cork Celtic FC eveneens Iers landskampioen.
Cork was één keer etappeplaats in wielerkoers Ronde van Frankrijk. In 1998 won er de Tsjech Jan Svorada de etappe die gestart was in Enniscorthy.

## Voetnoten
1. ↑  A play on statio male fida carinis, "an unsafe harbour for ships", the description of Tenedos in the Aeneid, Book II, line 22